# 天才・たけしの元気が出るテレビ!!
『天才・たけしの元気が出るテレビ!!』（てんさい・たけしのげんきがでるテレビ!!）は、1985年4月14日から1996年10月6日まで日本テレビ系列ほかで放送されていたバラエティ番組で、ビートたけしの冠番組。通称「元テレ」、「元気」。
放送時刻は毎週日曜日の20:00 - 20:54（日本時間）。
1995年10月からはタイトルを『超天才・たけしの元気が出るテレビ!!』（ちょうてんさい・たけしのげんきがでるテレビ!!）に替えリニューアルが図られていた。略称は「超・元気TV」、「超・元テレ」。

## 概要
- ドキュメントバラエティの元祖であり、「テレビとは真実を伝えるものだ」という社会的な共通認識を根本から打ち砕いた革命的な番組だったと評されている[注 1]。最終回でたけしは「今のバラエティーでやっていることは、全てこの番組でやってきた」と、この番組がもたらした影響を自負した。
- 名もない市井の人々にスポットを当てて話題にし、さまざまな人気者を生み出した。
  - 従来のバラエティ番組は基本的に番組出演者だけで内容が進行していたのに対し、普通に生活している一般人を主役に祭り上げることで、番組の内容にリアリティを生じさせるという効果があった。特に「○○区にすごいそば屋のオヤジがいた!」、「信じられないほどお金持ちのお嬢様が実在した!」など、社会的にあまり重要ではない事物を針小棒大に取り上げる企画が数多く放送された。その一方、これらの企画で有名になった企業・商店街などが、企画終了後に一気に衰退することも多かった。
  - このようなVTR主体のバラエティ番組や、素人出演企画のフォーマットは後年、同じ日本テレビの『1億人の大質問!?笑ってコラえて!』『投稿!特ホウ王国』『月曜から夜ふかし』や他局の『さんまのSUPERからくりTV』『学校へ行こう!』（何れもTBSテレビ）に引き継がれている。
- 「元気が出る商事（当初は「風林火山商事」）」という設定で、出演者に「社長」「部長」「課長」「秘書」といった肩書があるのは、企画段階では会社を舞台にしたコメディ番組だった名残りである。また、お笑いバラエティ番組でありながら、松方弘樹、原田大二郎、宝田明などの大物俳優や、野口五郎などの有名歌手がレギュラー出演している。これは当初、テレビドラマを制作する予定でキャスティングし、スケジュールを確保していたためである。
- 番組全盛期の頃、原宿の竹下通りと京都市西京区嵐山、千葉県浦安市に「元気が出るハウス」をオープン。タレントショップブームの先駆けとなる[注 2]。
- 1988年ごろからお笑い色の強いコーナーだけでなく、「ダンス甲子園」など一般人出演者が大きな目標に向かって努力する様子をドキュメントするという内容が目立つようになる。
- 同年7月には、「ウィッキーさんのワンポイント英会話に出よう」という企画で、『ズームイン!!朝!』の「Wickyさんのワンポイント英会話」に鞍馬天狗に扮したたけしとリポーターに徹した高田が突如通行人としてゲリラ出演した[注 3]。8月には、「街かどテレビに出よう」という企画で『街かどテレビ11:00』（TBS系）にも変装したたけしとリポーターに徹した高田が観覧客に混じってゲリラ出演した。
- 1996年8月25日の放送において、前番組の『24時間テレビ19 「愛は地球を救う」』でチャリティマラソンを走った赤井英和の日本武道館の到着が遅れた[注 4]為に『24時間テレビ』の放送時間が15分延長されたが、本番組は繰り下げずそのまま15分短縮され、冒頭のコーナーや最初の提供クレジットはカットされた[注 5]。
- たけしは第1回目の放送の時に、前番組の『久米宏のTVスクランブル』について「あの番組は終わったのではなくやめさせられたの」と揶揄した。
- たけしがバイク事故で療養に入り不在となった最初の放送（1994年9月4日）には、たけしの相方であるビートきよしがオープニングだけ出演した。ダンカンに止められながらスタジオに現れたきよしは、たけしの身に万が一の事があった時に備えて温めていたという「初めての告白」「ジェットコースター顔」なるコーナーを披露し、遂には「きよしメモ」（「たけしメモ」のパロディ）を披露するも、ダンカンに制止されてスタジオから退場させられるオチだった。これ以降、きよしに出演の声が掛かることは無かった。
- 番組名の「元気が出るテレビ」は、日曜の夜になると『明日からまた学校や仕事に行かなければならない』と憂鬱な気分になる学生や社会人に対して元気を出させる番組を作る、という主旨でテリー伊藤と牛丸謙壱がネーミングしたものである。

## シリーズの終焉
1994年9月からビートたけしがバイク事故による休養で半年間番組に出演しなくなり、これと同時に、裏番組の『ダウンタウンのごっつええ感じ』の視聴率が上がり始める。たけし不在の1995年2月までは『元気』『ごっつ』の視聴率争いは互角だった。たけし復帰初回（楽屋訪問のVTRが流れた）の1995年3月5日に21.9%、スタジオ復帰初回の3月12日に20.5%の高視聴率を『元気』が記録する。しかし、1995年3月26日は『元気』『ごっつ』共に2時間スペシャルだったが、『元気』が13.6%、『ごっつ』が21.8%で、『ごっつ』が勝利。4月以降はプロ野球による番組休止や『平成口ゲンカ王』などの人気企画の相次ぐ終了も重なり、『元気』の視聴率が急落。視聴率争いは『ごっつ』の勝利となる。
| 放送日         | 元気  | ごっつ | 大河  |
| -------------- | ----- | ------ | ----- |
| 1994年10月23日 | 20.5% | 17.9%  | 14.5% |
| 1994年10月30日 | 17.9% | 17.4%  | 16.2% |
| 1995年01月29日 | 19.0% | 18.7%  | 29.4% |
| 1995年05月28日 | 11.9% | 18.3%  | 28.9% |
1995年10月にレギュラー出演者を大幅に入れ替え、番組タイトルの頭に『超』を付けてリニューアルされた。リニューアル後はかつての人気企画だった「ダンス甲子園」を「ストリートダンス選手権」として復活させ、一部レギュラーを入れ替えるなどのテコ入れを行うも、今度は裏番組の大河ドラマ『秀吉』が若年層を取り込むなどの絶大な人気を誇ったため、番組は1年後の1996年10月で終了。1985年4月から開始した『元気が出るテレビ!!』シリーズは11年半の放送に幕を降ろした。また、たけし出演のいくつかの番組で長年制作協力として携わってきたIVSテレビ制作は当番組の終了に伴い、たけしのレギュラー番組の制作から疎遠となってしまった。ただ総合演出を担当したテリー伊藤がIVSから独立した制作会社LOCOMOTIONは、たけし関連の他番組で制作協力を請け負う関係は続いている。

## シリーズ終了後
2004年12月22日に初回限定2枚組でDVDが発売された。
2005年の24時間テレビの深夜企画で元気が出るテレビの名場面と復活企画を行うとともに、たけし以外の出演者が全員出演した。翌年の2006年の24時間テレビで、この番組の名物企画だった「ダンス甲子園」が復活し、2014年まで放送された。
日曜20時枠のバラエティ番組では『世界の果てまでイッテQ!』が開始するまでは10年以上続いた唯一の番組であった。なお、2018年7月には当番組の11年半を抜きこの枠での歴代最長番組となった。

## 出演者
★は番組開始時のレギュラー

### 司会
- ビートたけし（社長→会長）★

『超』からは、会長名義。
1986年12月28日〜1987年7月12日はフライデー襲撃事件の影響を受けての出演自粛、1994年9月4日〜1995年2月26日はバイク事故による芸能活動の中断のため、それぞれ休演。
フライデー襲撃事件の謹慎時は番組名から「天才・たけしの」を外した『元気が出るテレビ!!』として放送され、オープニングやスタジオセット、さらにはエンドカードや台本に描かれたタイトルロゴからも「天才・たけしの」の部分が削除された。なお、事件から1週間が経った1986年12月15日には上記の同年12月28日放送分のスタジオ収録に参加していた。これは日本テレビ側のこの日の収録は予定通り行いたいという意向と、たけしが当日に局入りすれば「（当時の事務所だった太田プロダクションが）謹慎を解いたとみなす」という判断によるもので、この日の収録映像も事情が変わらない限り予定通り放送するというコメントも出していた。スタジオ入り・収録の際は集まった報道陣をシャットアウトし、たけしは土屋敏男と共にカモフラージュのために用意した冷蔵車に乗ってスタジオ入りした。しかしこの早期復帰は賛否両論を呼び、結局収録されたVTRはお蔵入りとなった。12月28日放送分はスタジオパートがカットされた総集編を放送している。
バイク事故による療養時は1994年8月28日まで事故前に撮り溜めていた収録済みの映像をそのまま放送し、同年9月4日（前述の通りきよしが出演）から10月9日の2時間スペシャルまではたけし抜きで進行（これ以降のメイン進行は松方が代行）。同年10月30日からはたけしと親交のある著名人（初回は森進一）が週替わりでゲスト出演した。

### レギュラー
『元気が出るテレビ』と『超・元気が出るテレビ』に両方出演したレギュラー
松方弘樹（部長→社長）★ - 『超』時代は社長名義
高田純次（社員→部長）★ - 『超』時代は部長名義
兵藤ゆき★【1985年4月14日〜1996年3月、1996年10月6日（ゲスト扱いでの出演）】
島崎俊郎【1987年10月〜1996年9月】
『元気が出るテレビ』のレギュラー（途中降板あり）
木内みどり（秘書）★【1985年4月14日〜1992年2月2日】
野口五郎★【1985年4月14日〜1987年9月20日】
川崎徹★【1985年4月14日〜1992年2月2日】
桑田靖子★【1985年4月14日〜1988年1月10日】
井森美幸【1988年1月24日〜1989年11月】
森尾由美【1989年11月〜1993年3月】
勝村政信【1990年10月20日〜1995年10月1日】
峰竜太【1992年3月〜1995年10月1日】
山口美江【1992年2月9日〜1995年10月1日】
村上遙【1993年10月31日〜1995年10月1日】
『超・元気が出るテレビ』からのレギュラー
岸本加世子
加藤紀子
大東めぐみ
ぜんじろう
風間トオル（1995年10月〜1996年3月）
佐竹雅昭
三井ゆり（1996年4月14日〜10月6日）
ガダルカナル・タカ（1996年4月14日〜10月6日）
- このうち、番組に第1回から最終回まで出演したのは、松方弘樹と高田純次の2人だけである。
- 司会のビートたけしがフライデー事件で謹慎およびバイク事故で休養した際にはいずれも松方が代役司会を務めた。フライデー襲撃事件の際は年明けからレギュラー陣に加えて山田邦子（当時のたけしと山田は共に太田プロダクション所属）が1987年1月と2月中旬の放送分に加わり、同月末からは山田に代わる形で井森美幸や柳沢慎吾を準レギュラー扱いで出演させて補強した。

### 当番組の出身もしくはプロデビュー前に出演したタレント・アスリートなど
- 安室奈美恵（「沖縄の空手美少女」に初期メンバーの「SUPER MONKEY'S」として出演）
- NAOMI YOSHIMURA (「川村尚見」として出演、後に「DREAMS COME TRUE」初の全面プロデュースアーティストとして世界的に活躍)
- 観月ありさ（1987年9月20日放送の「大人の顔してTVに出よう!」のコーナーに、当時33歳の母親と共に出演）
- 岡田准一（ジャニーズ予備校、後にジャニーズ事務所へ所属するとともに、V6および俳優として活躍）
- X JAPAN（ヘビメタシリーズ、当時の名前はX）
- 劇団ひとり（お笑い甲子園、バーテックス・川島省吾として）
- AURA（ヘビメタシリーズ）
- 岩淵俊宣（番組内ドラマ『幻の7人』原田知世の姉・原田喜和子も出演のドラマ、原宿に幻の7人のグッズも売る店舗もできた。自身はモデル・俳優として活動）
- 的場浩司（草野球チーム『爆苦連亡世（ばっくれんなよ）』、出演当時はトラックの運転手だった）
- LLブラザーズ（高校生ダンス甲子園）
- 田中傑幸（ダンス甲子園『れいかんやまかんとんちんかん』のリーダー、後に俳優となり現在はプロダンサー）
- 永田雅規（元JINDOU、現MJ）（高校生ダンス甲子園、「れいかん やまかん とんちんかん」の一員として）
- 山本太郎（1990年、高校生ダンス甲子園に「アジャコング＆戸塚ヨットスクールズ」というチームの「メロリンキュー」として出演、のちに俳優を経て参議院議員、現在は政党「れいわ新選組」代表）
- 日出郎（おかまシリーズを経て、準レギュラー化）
- 飯田覚士（ボクシング予備校、後にWBA世界スーパーフライ級の第9代チャンピオンになった）
- 松島二郎（ボクシング予備校、後に日本バンタム級第56代チャンピオンになった）
- 土屋武士（めざせ!ポールポジション）
- 山本勝巳（めざせ!ポールポジション）
- グレートチキンパワーズ（お笑い甲子園）
- COWCOW（お笑い甲子園）
- 2丁拳銃（お笑い甲子園、ダイジェストで一瞬の出演）
- 元気美佐恵（女子プロレス予備校）
- 上林愛貴（女子プロレス予備校）
- 市来貴代子（女子プロレス予備校）
- シュガー佐藤（女子プロレス予備校）
- 三上大和（口喧嘩王、青森の資産家三上誠三の子息）
- 稲森いずみ（勇気を出して初めての告白）
- 土肥洋一 （「GENKI FC」、後に東京ヴェルディなどのJリーグ球団で長らくゴールキーパーとして活躍）
- よゐこ（カメラに向かって一発大会）
- 矢作兼（幸福の黄色いハンカチ、後におぎやはぎを結成）
- 川岡大次郎（GENKI KIDS）
- 牧原秀樹（「勉強して東大に入ろうね会」、後に衆議院議員）

上記の人物（グループ）はズブの素人とは限らず、ある程度の下積み修行をしていた者（俳優やタレントの卵）が多い。

### その他
1. ダンカン
2. 井手らっきょ（珍獣ラッキヨ）
3. 原田大二郎
4. 宝田明（普通に考えれば功績を挙げたとは思いにくい人や団体に、大げさにトロフィーを与える。たけしいわく“トロファー”）
5. 泉谷しげる
6. 柳沢慎吾
7. 柳田真宏
8. 美輪明宏
9. 狩人
10. 早見優
11. 野村宏伸
12. 藤島桓夫
13. 河島英五
14. シティボーイズ
15. 中村泰士
16. 花柳幻舟
17. 浪越徳治郎（アッハー浪越、改めジェット浪越）
18. 志垣太郎（デビル志垣）
19. 宅八郎
20. 山田花子（漫画家、「お笑いの舞台を見に来ても下を向き笑わない女性発見」という設定で出演）
21. 志茂田景樹
22. 大槻ケンヂ
23. 大仁田厚
24. 嘉門達夫
25. 戸塚宏
26. セルジオ越後
27. 小林孝至
28. 日高建男(漫画家予備校・予備校生)[注 6]
29. 渡辺典子（結婚相手募集企画）

など

## 元気が出るテレビ時代の主なコーナー
- たけしメモ
  - テーマに添って「こんな○○○○はいやだ」など、数々の項目を発表する。番組開始当初から『超-』にリニューアルする1995年9月まで継続した人気コーナー。1995年に『たけしメモ』で日本テレビ出版より発売された。
  - たけしが出演していたTBSテレビの「情報7days ニュースキャスター」では、たけしのオープニングトークとして「こんな○○○○はいやだ」に似たコーナーが放送されていた。
  - 2010年5月31日の「世界まる見え!テレビ特捜部」2時間スペシャルでも「こんな○○○○はいやだ」の復活版が放送された。
  - かつてTBSラジオの「おぎやはぎのメガネびいき」では、おぎやはぎの小木博明がたけしのモノマネをしながら「こんな○○は嫌だ!」というテーマの元、メールを読み上げる「○時○○分に出たたけし」というコーナーが存在した。
  - 劇団ひとりの持ち芸の1つでフジテレビの「リチャードホール」で劇団が尾藤武というキャラクターに扮して、たけしメモを披露するコントがある。
- 元気にロマン
- 元気ヶ丘3丁目コーナー
- 有名人お見舞いインフォメーション

番組がほぼ終盤（時間にして20時50分頃）になってきたところで行われる、桑田靖子のナレーションで、有名人の病状を紹介し、見舞うコーナー。しかし、大概が「水虫で通院中」や「五十肩に悩んでいる」などの重要度の低い情報ばかりだった。
- 復興広告計画（熊野前商店街[2]、横浜商科大学[2]、浦安フラワー商店街）

番組の初期の人気企画。活気のない商店街、知名度の低い大学などを番組をあげて応援し復興させる。
- お嬢さまを探せ

番組初期の人気企画。お嬢様以外にも、九州男児や学園のマドンナなども捜索した。
- 江ノ島元気が出るハウス

毎年夏に湘南にオープンした番組の聖地。数多くのイベントを開催した。
- 予備校シリーズ

プロ野球、プロレス、お百姓さん（元気村）、船乗り、マンガ家、放送作家、ボクシング、プロサッカー、レーサー、女子プロレス、女子マラソン、ジャニーズ
- 視聴者参加ドラマ（原田大二郎主演の学園ドラマ、超えこひいきドラマ、ジャニーズ事務所の忍者主演ドラマ、忠臣蔵、シンデレラ、大脱走）
- 早朝シリーズ（早朝バズーカ、早朝西部劇、早朝サーフスクーター、早朝蒸しタオル、早朝大筒、早朝マウストゥマウス、早朝SM、早朝ヘビメタ、早朝コーナーポスト、早朝ディープキス、早朝ウォータースライダー）
- ヘビメタシリーズ（このコーナーでX JAPAN（当時はX）が脚光を浴びる、やしろ食堂、燃えろ！ヘビメタ、素顔も素敵だ大会、妊婦激励ツアー、ヘビメタ故郷へ帰る、スカイダイビング）
- 聖人ガンジーオセロの奇跡
- 河童捜索

木内みどりの故郷に伝わる河童伝説を検証。
- ワニ相撲
- ダジャレ青年の主張
- 北野武のそっくりさんがいた（ゴメンネ馬場さん）
- 失恋傷心バスツアー
- あなたの街にヘリコプターがやって来る

- 運動会シリーズ
- 涙をためて「待つわ」を歌おう大集会
- なりきりポエム集会
- どっきり！すべり台雪見風呂（スキー場に偽露天風呂を設置し、すべり台を滑ると露天風呂があると見せかけて、実は一般のゲレンデに放り出されてしまう企画。番組では何も知らない男性客が全裸のまま一般客のいるゲレンデに放り出されるシーンが放送された）。
- 哀愁の北国演歌ツアー
- 幸福の黄色いハンカチ

同名の映画をモチーフにした企画。
- 草野球 （「爆苦連亡世」）
- カメラに向かって一発大会
- 大人の顔してテレビに出よう
- ガチョーンでハラホロヒレハレずっこけ大会
- 渚で彼女にオリジナルラブソングを歌ってあげよう！
- 恐怖のジェットコースター顔を見せてください
- 勇気を出して初めての告白

テーマ曲はボビー・マクファーリンの「Don't Worry, Be Happy Bobby」
- みゆき学園・恋愛相談室
- 勉強して東大に入ろうね会 - 広瀬伸哉

テーマ曲はエレクトリック・ライト・オーケストラの「Confusion」（コンフュージョン）。
- バスターズシリーズ（ハエ、ハチ、赤点、タバコ）
- 東京デブリンピック
- 高校生制服対抗ダンス甲子園（前述通り、このコーナーは2006年の『24時間テレビ29 「愛は地球を救う」』で復活放送、その後同年12月30日にスペシャル版を放送し、2014年まで24時間テレビで毎年放送された）

当時一般人であった山本太郎が「アジャコング&戸塚ヨットスクールズ」というチーム名で常連として出場して人気を博し、タレントデビューのきっかけとなった。
山本以外にも、LL BROTHERSや田中傑幸、小笠原秀春、広沢俊など後の日本のダンス・ヒップホップシーンを支える事になる踊り手達が、この企画を経てプロデビューしていった。
- ダンカンVS勝村お約束修業
- おかまシリーズ（ソフトボール、ひろちゃんお母さん紹介、競歩、日出郎初恋の人に会いに行く、相撲）
- 100人隊が行く（派生企画：いたずら1t隊が行く）
- メッセージソング集会
- 南の島に連れてって!!
- ピュアボーイズに愛の手を
- 替え歌ウッドストック
- 男大仁田涙の男塾
- GENKIストリートフープ
- がんばれ！元気ちびっこ野球団
- 高校生お笑い甲子園
- Mr.オクレ主演のリポビタンDのCM（番組スポンサーが大正製薬だったため）
- 更生したい暴走族精神修行！自衛隊体験入隊ツアー
- 全国高校・校内カラオケ選手権
- 平成口ゲンカ王決定戦
- グレチキ学園ドラマ・超能力転校生がやって来た
- 突然ですがこんな所でクイズ
- ちびっこ観察絵日記
- じゃんけん大会（収録終了後にスタジオの観客全員を立たせて集団じゃんけんを行い、最後まで勝ち残った一人に番組グッズをお土産としてプレゼントする。正式なコーナーではないが1990年代に入ってからそれまでブルーバックの静止画だったエンディング後の提供クレジット・エンドカードをCMを挟まずに表示して終了するようになった際に放送されるようになった。）

## 超・元気が出るテレビ時代の主なコーナー
- 美少女格闘家を探せ
- 全国 番長列伝（アチョー＆デンジャラス）
- GENKI KIDS（KinKi Kidsのパロディ）
- ストリートダンス選手権
- 高校生ナルシストアイドル選手権
- 愛のメッセージ恋の罠仕掛けましょう
- 十五少年漂流記
- 天才ハーモニカ少年
- 全国高校対抗TV企画甲子園
- 一日一善隊（佐竹雅昭）
- アイドルボディーガード
- 北野お笑い道場
- 大リーグ予備校
- マッスル風間（風間トオル）
- 抱きつけぜんじろう
- 老人ポップスのど自慢

## 番組から生まれたキャラクター
- パンチパーマ軍団・相沢会長
- ニューハーフ・セリーヌ管、日出郎、ジュゴン、大貫ひろ（べるぽぴんず）、清水さやか（べるぽぴんず）
- エンペラー吉田(福島県出身の一般男性)
- ジェット浪越（浪越徳治郎）
- 大仏魂
- 馬場たけし（「ゴメンネ馬場」） - 京成バスの運転手。たけしに似ていることで「似ててゴメンネ」が口癖だった。
- ガンジーオセロ
- 8月のペンギン
- デビル志垣（志垣太郎）
- 半魚人 - 月島にカフェド半魚人をオープン
- 江戸っ子じいさん - 下町の鳶職人の男性
- 五木ひろし隊
- 郷ひろみ隊
- 三陸の狼：菊池（アイスホッケー部）
- メロリンQ（山本太郎）
- いまきた加藤（加藤由美子） - 高校生★制服対抗ダンス甲子園最多出場選手
- ヘビメタ（バーバラ・アキタダ、ジン・スズキ）
- ワイルドベアー
- 肉屋の双子
- ジョルジョ溝口
- アンジン島津
- 横浜グリース
- 信州のあやしい動きのそば屋
- いじめられっこ（メッセージソング集会）
- ちびっこ歌謡曲ツアー 篠原君（篠原裕明） - 歌手のシルヴィアとデュエットしようとして坂道を転落
- ホイッスル渡辺
- ナイトエンジェルス - 日出郎率いるおかまソフトボールチーム
- LL BROTHRS

## 主題歌
- I'II Be Back Again…いつかは（作詞：関口敏行・伊藤輝夫、作曲：BABA、歌：TAKESHI&HIROKI、1986年4月発売）
- 私・湘南マタンゴ娘（作詞：伊藤輝夫、作曲：中村泰士、歌：高田暢彦&川崎徹、1987年8月発売[4]）
- CHANCE!心ときめいて（作詞：兵藤ゆき、作曲：小森田実、歌：兵藤ゆき&高田純次、1988年3月発売）
- コーナ·エンディング·CD Sales など
- オープニングテーマ（題名はそのまま「天才・たけしの元気が出るテレビ!! オープニングテーマ」。歌：奥土居裕子（奥土居美可）、1995年3月発売の『天才・たけしの元気が出るテレビ!! 祝10周年特盤 GENKI CD』に収録）

## 歴代制作スタッフ
- 構成：豊村剛、岩立良作、榎雄一郎、喰始、岩瀬理恵子、宮沢章夫、ダンカン、城戸口寛、藤堂平助、水野麻里、佐々木勝俊、池田一之、田中直人、摠谷博志（現・そーたに）、越智真人（現・おちまさと）、都築浩、村上卓史、渡辺哲夫、口岩秀喜、堀江利幸、小野高義、石川裕郁、とちぼり元、高橋奈津子（現・高橋ナツコ） ほか
- タイトルアニメ：なんきん（初代）、しりあがり寿（2代目）、どおくまんプロ（3代目）、江口寿史（4代目）
- 音楽：斎藤高弘
- ナレーション：根岸雄一
- 技術：松村興
- 音声：吾妻光良、笹川秀男
- 照明：中川満
- 美術：石川啓一郎、小林俊輔、加藤一治
- ロケ技術：八峯テレビ（元木宏）
- 編集・ＭＡ：東洋レコーディング → TDKビデオセンター → チサンユニテック 後に社名変更し[5]ユニテックリファインド メディアラボ青山（島田一浩・大貫豊一・望月浩久、石井勇人・丸山秀樹・今村彰寛）
- 音響効果：田中稔、幾代学、木村匡宏（SPOT）
- ＡＰ：岡崎成美、丹羽夕美子
- ＴＫ：塚越倫子
- 制作進行：堀田浩司
- 歴代演出：土屋敏男（後の電波少年Tプロデューサー）、神成尚亮、大澤雅彦 (末期は演出チーフ)、財津功（日本テレビ）／ 稲葉暁智、松崎俊顕、加藤雅之、木藤憲治、小林ユージ、加藤幸二郎[注 7]、駒木純一、長嶺望、宗実隆夫（IVSテレビ制作）
- 歴代ディレクター：近藤泰教、古野克己、小島悟、佐藤俊一郎、高須信行、若井力、高橋雅也（現・高橋がなり）、深野和伸、高畑秀太（現・タカハタ秀太）、矢追孝男、長江努、纐纈勇人、山谷和隆、田口正樹（現・田口マサキ）、宮下仁志、古賀謙一 、長久弦、斉藤誠（現・マッコイ斉藤）、寺沢隆、斎藤政憲、川岸正治 ほか
- 総合演出：伊藤輝夫（現・テリー伊藤）
- プロデューサー：篠木為八男、甘利孝 ／ 牛丸謙壱、玉井浩
- 制作 → チーフプロデューサー：加藤光夫 → 金谷勲夫[注 8] → 山根義紘
- 制作協力：IVSテレビ制作
- 製作著作：日本テレビ

## ネット局
系列は放送終了時（あるいは番組ネット終了時）のもの。
| 放送対象地域   | 放送局             | 系列                                         | ネット形態             | 備考                           |
| -------------- | ------------------ | -------------------------------------------- | ---------------------- | ------------------------------ |
| 関東広域圏     | 日本テレビ         | 日本テレビ系列                               | 制作局                 |                                |
| 北海道         | 札幌テレビ         | 日本テレビ系列                               | 同時ネット             |                                |
| 青森県         | 青森放送           | 日本テレビ系列                               | 同時ネット             | [ 注 9 ]                       |
| 岩手県         | テレビ岩手         | 日本テレビ系列                               | 同時ネット             |                                |
| 宮城県         | ミヤギテレビ       | 日本テレビ系列                               | 同時ネット             |                                |
| 秋田県         | 秋田放送           | 日本テレビ系列                               | 同時ネット             |                                |
| 山形県         | 山形テレビ         | フジテレビ系列                               | 同時ネット             | 1993年3月21日まで              |
| 山形県         | 山形放送           | 日本テレビ系列                               | 同時ネット             | 1993年4月から                  |
| 福島県         | 福島中央テレビ     | 日本テレビ系列                               | 同時ネット             |                                |
| 山梨県         | 山梨放送           | 日本テレビ系列                               | 同時ネット             |                                |
| 新潟県         | テレビ新潟         | 日本テレビ系列                               | 同時ネット             |                                |
| 長野県         | テレビ信州         | 日本テレビ系列                               | 同時ネット             | [ 注 14 ]                      |
| 静岡県         | 静岡第一テレビ     | 日本テレビ系列                               | 同時ネット             |                                |
| 富山県         | 北日本放送         | 日本テレビ系列                               | 同時ネット             |                                |
| 石川県         | 石川テレビ         | フジテレビ系列                               | 遅れネット             | 1985年10月5日から1990年3月まで |
| 石川県         | テレビ金沢         | 日本テレビ系列                               | 同時ネット             | 1990年4月開局から              |
| 福井県         | 福井放送           | 日本テレビ系列 テレビ朝日系列                | 同時ネット             | [ 注 16 ]                      |
| 中京広域圏     | 中京テレビ         | 日本テレビ系列                               | 同時ネット             |                                |
| 近畿広域圏     | 読売テレビ         | 日本テレビ系列                               | 同時ネット             |                                |
| 鳥取県・島根県 | 日本海テレビ       | 日本テレビ系列                               | 同時ネット             |                                |
| 広島県         | 広島テレビ         | 日本テレビ系列                               | 同時ネット             |                                |
| 山口県         | 山口放送           | 日本テレビ系列                               | 同時ネット             | [ 注 17 ]                      |
| 徳島県         | 四国放送           | 日本テレビ系列                               | 同時ネット             |                                |
| 香川県・岡山県 | 西日本放送         | 日本テレビ系列                               | 同時ネット             |                                |
| 愛媛県         | 南海放送           | 日本テレビ系列                               | 同時ネット             |                                |
| 高知県         | 高知放送           | 日本テレビ系列                               | 同時ネット             |                                |
| 福岡県         | 福岡放送           | 日本テレビ系列                               | 同時ネット             |                                |
| 長崎県         | テレビ長崎         | フジテレビ系列                               | 同時ネット →遅れネット | 1991年3月まで                  |
| 長崎県         | 長崎国際テレビ     | 日本テレビ系列                               | 同時ネット             | 1991年4月開局から              |
| 熊本県         | くまもと県民テレビ | 日本テレビ系列                               | 同時ネット             |                                |
| 大分県         | テレビ大分         | 日本テレビ系列 フジテレビ系列                | 同時ネット             | [ 注 20 ]                      |
| 宮崎県         | テレビ宮崎         | フジテレビ系列 日本テレビ系列 テレビ朝日系列 | 同時ネット             | [ 注 12 ]                      |
| 鹿児島県       | 鹿児島テレビ       | 日本テレビ系列 フジテレビ系列                | 同時ネット             | 1994年3月20日まで              |
| 鹿児島県       | 鹿児島読売テレビ   | 日本テレビ系列                               | 同時ネット             | 1994年4月開局から              |
| 沖縄県         | 沖縄テレビ         | フジテレビ系列                               | 遅れネット             |                                |

## 再放送
再放送されたのは1985年の初回から高校生ダンス甲子園が放送される前の回まで、
再放送時高校生ダンス甲子園に出場していた山本太郎が国会議員になった為放送出来なかった。
2012年当時、スカパー!の2つのチャンネルで再放送されていた。
| 放送局         | 初回放送時間           | 備考              |
| -------------- | ---------------------- | ----------------- |
| 日テレプラス   | 隔週木曜 24:00 - 25:00 | 再放送あり（3回） |
| ファミリー劇場 | 毎週火曜 21:00 - 23:00 | 2本連続放送       |

## 映像ソフト
- 1996年12月21日発売（VHS）
  - 超・天才・たけしの元気が出るテレビ!!That’sメモリアル（全2巻）
- 2004年12月22日発売（DVD）
  - 天才たけしの元気が出るテレビ!!DVD-BOX
    - ビートたけしSELECTION
    - テリー伊藤SELECTION
- 2005年12月21日発売（DVD）
  - 天才たけしの元気が出るテレビ!!DVD-BOX2
    - ヘビメタ〜ダンス甲子園までマドモアゼル兵藤バスツアー&踊る緑リクエストセレクション
    - パンチ相沢会長 生きていた!高田純次涙の再会&しつこい黄色リクエストセレクション